# Johannes Völckers
Johannes Völckers (Lebensdaten unbekannt) war ein deutscher Fußballspieler.

## Karriere
Völckers gehörte dem VfB Leipzig als Stürmer an, für den er in dem von Verband Mitteldeutscher Ballspiel-Vereine organisierten Meisterschaften im Gau Nordwestsachsen, der regional höchsten Spielklasse, von 1909 bis 1914 Punktspiele bestritt. In dieser Zeit gewann er dreimal die Meisterschaft im Gau Nordwestsachsen, dreimal die Mitteldeutsche Meisterschaft und einmal die Deutsche Meisterschaft.
In dem in zwei Gruppen aufgeteilten Gau Nordwestsachsen, ging er mit seiner Mannschaft als Sieger der aus fünf Mannschaften bestehenden Gruppe A hervor und gewann das am 20. Februar 1910 ausgetragene Finale um die Nordwestsächsische Meisterschaft mit 2:1 gegen den BV Olympia 1896 Leipzig, dem Sieger der Gruppe B. Auch die sich anschließende Endrunde um die Mitteldeutsche Meisterschaft verlief reibungsfrei; mit einem Freilos zog er mit der Mannschaft in die 1. Zwischenrunde ein, in der am 13. März 1910 in Plauen Germania Mittweida mit 4:2 bezwungen wurde. Mit dem 4:1-Sieg am 20. März 1910 beim FC Wacker Halle zog er und die Mannschaft ins Finale ein. Das am 3. April 1910 in Leipzig ausgetragene Finale wurde mit 4:1 gegen den SC Erfurt gewonnen.
Sein Debüt in der Endrunde um die Deutsche Meisterschaft war die Viertelfinalbegegnung am 17. April 1910 mit dem Titelverteidiger FC Phönix Karlsruhe, die mit 1:2 verloren wurde.
Die Saison 1910/11 wurde erneut als Erster von nunmehr acht teilnehmenden Mannschaften des erstmals eingleisigen Gau Nordwestsachsen abgeschlossen. Alle Spiele der Endrunde um die Mitteldeutsche Meisterschaft wurden gewonnen, einschließlich des am 2. April 1911 in Leipzig mit 3:1 gegen den FC Wacker Halle gewonnenen Finales. Aufgrund des Erfolges nahm Völckers zum zweiten Mal an der Endrunde um die Deutsche Meisterschaft teil und bestritt lediglich das am 7. Mai 1911 in Cottbus ausgetragene und mit 4:1 gewonnene Viertelfinale gegen den FC Askania Forst.
Schloss er mit seiner Mannschaft die Saison 1911/12 noch als Zweitplatzierter – drei Punkte hinter der SpVgg 1899 Leipzig – ab, so gewann seine Mannschaft aufgrund der Punktgleichheit in der Folgesaison das Entscheidungsspiel gegen eben jenen Kontrahenten am 16. März 1913 mit 2:1. Nachdem auch das Finale in der Gruppe A der Meisterschaftsendrunde am 6. April 1913 gegen den Halleschen FC 1896 mit 2:0 gewonnen werden konnte, war man auch am 13. April 1913 im Erfurter Finale um die Mitteldeutsche Meisterschaft mit 6:0 über den Coburger FC erfolgreich. Daraufhin bestritt er alle drei Endrundenspiele um die Deutsche Meisterschaft, einschließlich des am 11. Mai 1913 in München gegen den Duisburger SpV mit 3:1 gewonnenen Finales. In der am 20. April 1913 ausgetragenen Viertelfinalbegegnung mit dem FC Askania Forst erzielte er beim 5:0-Sieg das Tor zum 4:0 in der 79. Minute. Als Titelverteidiger war er mit seiner Mannschaft erneut in der Endrunde um die Deutsche Meisterschaft vertreten; seine letzten drei Endrundenspiele waren das am 3. Mai 1914 mit 4:1 gewonnene Viertelfinale beim SV Prussia-Samland Königsberg, das am 17. Mai 1914 in Leipzig mit 1:0 gewonnene Halbfinale gegen den Duisburger SpV – er war der Siegtorschütze in der 41. Minute – und das am 31. Mai 1914 in Magdeburg mit 2:3 n. V. verlorene Finale gegen die SpVgg Fürth.

## Erfolge
- Deutscher Meister 1913
- Zweiter der Deutschen Meisterschaft 1911, 1914
- Mitteldeutscher Meister 1910, 1911, 1913
- Gaumeister Nordwestsachsen 1910, 1911, 1913